# Aliénor d'Angleterre (1215-1275)
Pour les articles homonymes, voir Aliénor d'Angleterre.
Aliénor d'Angleterre (également appelée Éléonore d'Angleterre, Aliénor Plantagenêt ou Aliénor de Leicester), née en 1215 à Gloucester et morte le 13 avril 1275 à Montargis, est la plus jeune fille du roi Jean d'Angleterre et d'Isabelle d'Angoulême. 

## Biographie
La ville de Londres tombe aux mains des rebelles, Isabelle s'enfuit et Jean est contraint de signer la Magna Carta. Aliénor n'aurait jamais vu son père, mort au château de Newark (Nottinghamshire) quand elle a à peine un an. L'armée française, commandée par le prince Louis, marche vers le sud-ouest de l'Angleterre. Les seules terres demeurées loyales à son frère se situent au centre et au sud-ouest. Les barons, de leur côté, tiennent le nord, mais ils s'unissent aux troupes royales, sous le commandement du régent Guillaume le Maréchal, 1er comte de Pembroke, et Louis est défait. Guillaume le Maréchal meurt en 1219.
Aliénor promise au fils du régent également nommé Guillaume l'épouse le 23 avril 1224 à l'église New Temple de Londres alors qu'elle n'a que neuf ans et lui trente-quatre. Il meurt à Londres le 6 avril 1231, quelques jours avant le septième anniversaire de leur mariage resté sans enfant. Veuve, Aliénor prononce des vœux de chasteté devant Edmund Rich, archevêque de Cantorbéry.
Sept ans plus tard, elle rencontre Simon V de Montfort, comte de Leicester. D'après Matthieu Paris, Simon est ébloui par la beauté et l'élégance d'Aliénor autant que par sa richesse et sa haute naissance, il l'épouse secrètement le 7 janvier 1238 à la chapelle royale du palais de Westminster. Le roi Henri, affirmera par la suite n'avoir autorisé le mariage que parce que Simon avait séduit Aliénor. Objet de controverses, ce mariage, du fait des vœux de chasteté d'Aliénor, oblige Simon à partir à Rome quémander l'approbation du Pape pour leur union. 
Quoique Simon de Montfort détienne déjà le pouvoir réel, il tente de s'emparer du trône. Mais il perd la vie et celle de son fils aîné Henri à la bataille d'Evesham le 4 août 1265. Aliénor part en exil en France, où elle prend le voile à l'abbaye de Montargis, un couvent dominicain fondé par Amicie, la sœur de son époux. Elle y meurt le 13 avril 1275 et y est inhumée.

## Descendance
Simon et Aliénor auraient eu sept enfants :
1. Henri de Montfort (en) (novembre 1238-1265) ;
2. Simon de Montfort le Jeune (avril 1240-1271) ;
3. Amaury de Montfort (en), chanoine d'York (1242 ou 1243-1300) ;
4. Guy de Montfort (1244 - 1288/1291), comte de Nola, condottiere en Italie pour Charles Ier d'Anjou ou pour le pape, épouse Margherita Aldobrandeschi, comtesse de Soana;
5. une fille née et morte à Bordeaux entre 1248 et 1251 ;
6. Richard de Montfort (1252-1266) ;
7. Aliénor de Montfort (1258-1282), épouse Llywelyn le Dernier, prince de Gwynedd.

## Fiction
Aliénor occupe le rôle principal du roman Falls the Shadow de Sharon Kay Penman, où elle est appelée Nell.
Elle est également l'un des principaux personnages de Les amants secrets de Virginia Henley, roman racontant sa vie des jours précédant son mariage avec Guillaume le Maréchal (2e comte de Pembroke) jusqu'aux jours précédant la Bataille de Lewes en 1264. Sa romance et son mariage avec Simon V de Montfort sont décrits dans ce roman sous un jour très romantique, particulièrement à partir du moment où Simon est tué, juste un an après, dans le livre, la naissance de leurs deux premiers enfants.
Aliénor joue un rôle secondaire dans Le chevalier servant, romance historique de Virginia Henley. Elle joue le rôle, dans le livre, de la tutrice d'une jeune nièce du Guillaume, Rosamonde, une orpheline, qui vit avec Simon et Aliénor de Montfort avant son mariage avec un riche et noble chevalier, Rodger de Leyburn.

## Sources
- J.R. Maddicott, Simon de Montfort, 1996 .